# Île Verte (Finistère)
Pour les articles homonymes, voir Île Verte.
L'île Verte est une petite île située à environ un mille nautique au sud de la commune de Névez, dans le Finistère sud. Inhabitée, elle fut utilisée au cours du XXe siècle pour le balisage maritime. En effet, a été construit un amer, repère fixe peint en blanc utilisé pour réaliser des triangulations au compas de relèvement depuis le large.
Depuis la fin du XXe siècle, avec l'apparition et l'utilisation de plus en plus importante des GPS, l'amer n'est plus repeint et est donc difficilement visible, ce qui diminue son utilité.
On trouve autour d'importants rochers, ainsi qu'un banc de sable, dangereux pour la navigation. L'île est signalée par deux bouées cardinales dans son secteur ouest, qui protègent un haut fond rocheux : Corn'vas et Men'ar'treas.
On trouve à proximité l'île de Raguénez, la plage du même non, la plage de Kersidan, et la pointe de Trévignon.